# Vanessa D'Ambrosio
Vanessa D'Ambrosio (Borgo Maggiore, 26 aprile 1988) è una politica sammarinese, dal 1º aprile al 1º ottobre 2017 Capitano reggente della Repubblica di San Marino, assieme a Mimma Zavoli.
Si laurea in lingue, mercati e culture dell'Asia nel 2014 con una tesi di laurea in economia del lavoro con un approfondimento sul variabili che incidono sul mercato del lavoro in Arabia Saudita all'Università di Bologna.
Inizia la carriera politica nel 2013 in Sinistra Unita. Nel 2015, dopo il primo congresso del partito, ne diventa coordinatore. Nel novembre del 2014 viene eletta membro della giunta del castello di Serravalle, ruolo che ricopre fino a dicembre 2016 quando è eletta membro del Consiglio Grande e Generale nel gruppo di Sinistra Socialista Democratica di cui è una delle fondatrici.
Da gennaio 2017 è Capo delegazione al Consiglio d'Europa.
Il 16 marzo 2017 è nominata, insieme a Mimma Zavoli, Capitano reggente per il semestre 1º aprile 2017 - 1º ottobre 2017.
Mimma Zavoli e Vanessa D'Ambrosio sono la prima coppia reggenziale nella storia della Repubblica di San Marino formata da due donne.